# 菅沼貞風
菅沼 貞風（すがぬま・ただかぜ / ていふう、慶応元年3月10日（1865年4月5日） - 1889年（明治22年）7月6日）は、日本の経済史家・著述家・南進論者。弟に海軍少将で西海中学（現・西海学園高等学校）創立者の菅沼周次郎がいる。専修学校（現在の専修大学）の学風に大きく魅了され、法律学と経済学を修し卒業。
同郷の石橋禹三郎・稲垣満次郎とともに「平戸派南進論者」と称される。

## 生涯
肥前国松浦郡平戸（現長崎県平戸市）に、平戸藩藩士・菅沼量平の長男として生まれる（名はしばしば「ていふう」と読まれるが正しくは「ただかぜ」）。父量平は藩主に詩歌について進講するなど文武に優れ、貞風はその父について学問を始めた。1877年（明治10年）になり旧藩主松浦詮が平戸に招いた儒学者玉置環一郎に学び、ついで元平戸藩権大参事で儒学者の楠本端山門下でその教えを受ける。1880年に猶興書院（現長崎県立猶興館高等学校の源流）が開かれるとそこに入学。翌年から北松浦郡役所で働きつつ引き続き猶興書院で勉強した。
　貧しい士族の子であった菅沼は,昼は郡役所に勤め,夜は旧藩主松浦伯が明治13年に開設した、猶興書院で学び史料蒐集の任にあたっていた｡明治17年1月(1884)には猶興書院の奨学生となり、東京の松浦家の書生宿泊所に滞在することとなった｡当時、東京の松浦家の、書生宿泊所に寄宿する平戸出身の学生に、浦敬一、稲垣満次郎らがいた｡浦は、松浦藩侯の諸公子の御学友として上京したが,明治10年(1877)に一時平戸に戻り、明治14年(1881)再び上京して、松浦家より学資の支給を受けながら専修学校で政治法律を学び、16年(1883)には卒業していた｡卒業後も引き続き同校の科外講義を聴き、松浦家邸内の書生宿泊所で後輩の指導にあたった。菅沼は浦敬一達との親交の中で、専修学校の学風に大きく魅了され、専修学校の法律学と経済科を学び、学を修し卒業した。 
1883年、大蔵省関税局が日本の貿易史編纂をするにあたり、郡役所に平戸における資料のとりまとめが命じられ、郡役所ではこれを貞風に任せることとなった。貞風は旧藩資料の調査や遺跡の現地確認等を精力的に行いとりまとめた資料を提出した。後にこれをさらに研究し「平戸貿易志」として著述にまとめた。
1884年、書院での勉学優秀をもって松浦家からの学費援助で東京遊学を許される。同年9月に東京大学古典科入学。学校では講義より文庫で独学することが多かった。同学の生徒の間では「貞風の正科は図書館、余暇は講義」とも評されたという。
1888年7月、この頃、同じく南進論者であるジャーナリスト福本日南と知友となる。論文として著述した「大日本商業史」は豊富な史料を駆使しまとめられた日本の対外外交貿易史の詳説として知られ、その評価が高まったことから、土子金四郎、横井時冬とともに、前年に改組された高等商業学校（現・一橋大学）の初代校長矢野二郎に内国商業史取調べのために同校教諭として迎えられる。だが、南進論を説きその実行に意欲を強く持っていた貞風は教諭職を半年で辞し、翌年4月に当時スペイン領であったフィリピン・マニラに渡った。日本領事館を足場にまず現地調査を行い、フィリピンの独立運動指導者ホセ・リサールとも会見するなどの活動の途上でコレラを患い現地で死去。享年25。マニラ郊外のイギリス人墓地に埋葬された。
没後の1893年、福本日南の校訂により遺著『大日本商業史 付平戸貿易志』が刊行された。草稿として残された「変小為大 転敗為勝 新日本図南之夢」は過激な南進策の提議を含んでいたため当時（1888年）は刊行されず、1940年（昭和15年）、武藤長蔵の編集により（上記の旧著との合巻で）初めて公刊された。その中で、植民地となっている東南アジアの独立を支援し、植民地となっていない清や李氏朝鮮、シャムなどの東洋勢力で協力し、欧米に対抗しようと主張した。

## 著作
- 『大日本商業史 附平戸貿易史』東京・東邦協会、1892年（明治25年）10月
- 『新日本の図南之夢』岩波文庫、1942年（昭和17年）

## 参考書籍
- 長崎県立図書館（編）『郷土の先覚者たち - 長崎県人物伝 - 』 長崎県教育委員会